# Cunning Stunts (видео)
Cunning Stunts — концертная видеозапись группы Metallica, выпущенная в 1998 году на DVD и VHS. Название является спунеризмом на сочетание Stunning Cunts. DVD-версия включала в себя интервью с группой, разнообразную документацию, более 1000 фотографий.

## Список композиций

### Диск 1
1. «So What?»
2. «Creeping Death»
3. «Sad But True»
4. «Ain’t My Bitch»
5. «Hero of the Day»
6. «King Nothing»
7. «One»
8. «Fuel For Fire»
9. «Bass/Guitar Doodle»
10. «Nothing Else Matters»
11. «Until It Sleeps»
12. «For Whom the Bell Tolls»
13. «Wherever I May Roam»
14. «Fade to Black»
15. «Kill/Ride Medley»
  1. «Ride the Lightning»
  2. «No Remorse»
  3. «Hit the Lights»
  4. «The Four Horsemen»
  5. «Seek & Destroy»
  6. «Fight Fire with Fire»

### Диск 2
1. «Last Caress»
2. «Master of Puppets»
3. «Enter Sandman»
4. «Am I Evil?»
5. «Motorbreath»

## Участники записи
- Джеймс Хэтфилд — вокал, ритм-гитара.
- Кирк Хэммет — соло-гитара.
- Джейсон Ньюстед — бас-гитара, бэк-вокал.
- Ларс Ульрих — ударные.